# جراند ثفت أوتو أونلاين
جراند ثفت أوتو أونلاين (بالإنجليزية: Grand Theft Auto Online)‏ هي لعبة فيديو من نوع أكشن-مغامرات، تمثل نمط تعدد اللاعبين في جي تي أي 5 تاريخ صدورها هو 1 أكتوبر 2013. وهي متوفرة على أجهزة بلاي ستيشن 3 وإكس بوكس 360وبلاي ستيشن 4و إكس بوكس ون ومايكروسوفت ويندوز. اللعبة من تطوير روكستار نورث وهي من نشر روكستار جيمز. تتركز علي اللعب الجماعي بشخصيات افتراضية يتم صنعها من قبل المستخدم حسب طلبه
و تمكن الاعبين من اللعب من العب في عالم افتراضي واحد.

## الانطلاق
طلقت سرقة السيارات الكبرى على الإنترنت يوم 1دايفر
```
أكتوبر 2013، بعد أسبوعين من الإفراج عن سرقة السيارات الكبرى خامسا أفاد كثير من اللاعبين الذين لديهم صعوبات في الاتصال بخوادم اللعبة وخدمة الإنترنت النادي الاجتماعي، وغيرها كما أفادت التقارير أيضا أن اللعبة ستجمد أثناء تحميل البعثات المبكرة. صدر روك التصحيح الفني في 5 تشرين الأول في محاولة لحل هذه القضايا. النظام microtransaction، الذي يسمح للاعبين لشراء محتوى اللعبة باستخدام المال الحقيقي، علقت أيضا كما آمنة من الفشل. مشاكل استمرت الأسبوع الثاني بعد الإطلاق، وذكرت بعض اللاعبين تقدم لاعب طابعها بأنها اختفت. وأطلق سراح التصحيح الفني آخر يوم 10 أكتوبر مكافحة هذه القضايا، وكانت القضايا اللاعبين تعاني قال لا لإعادة متعددة يجسدونها. وتعويض عن المسائل التقنية، وعرضت روك حافزا للGTA 500,000 $ (في لعبة العملة) لحسابات جميع اللاعبين متصلة على الإنترنت منذ عام الإطلاق
```

## روابط خارجية
- جراند ثفت أوتو أونلاين على موقع IMDb (الإنجليزية)